# Periscyphis subtransversus
Periscyphis subtransversus là một loài chân đều thuộc họ Eubelidae. Loài này được Omer-Cooper miêu tả khoa học năm 1926.